# گروه رقص ملی اوکراینی پی. ویرسکی

ویرسکی در حال اجرا

گروه رقص ملی اوکراینی پی. ویرسکی (به انگلیسی: P. Virsky Ukrainian National Folk Dance Ensemble) (به اوکراینی: Національний заслужений академічний ансамбль танцю України ім. П. П. Вірського) (همچنین با نام ساده ویرسکی نیز شناخته می‌شود) یک گروه رقص اوکراینی است که در خارج از اوکراین فعالیت می‌کنند، که به دلیل رویکرد خلاقانهٔ هنری خود در زمینهٔ فرم هنری قابل توجه است. این گروه در سال ۱۹۳۷ میلادی توسط پاولو ویرسکی (Pavlo Virsky) و میکولا بولوتوف (Mykola Bolotov) تأسیس شد و تا زمان مرگ وی در سال ۱۹۷۵ میلادی توسط ویرسکی هدایت شد. در طول جنگ جهانی دوم، ویرسکی برای سربازان در جبهه اجرا کرد. در سال ۱۹۸۰ میلادی، میروسلاو وانتوک (Myroslav Vantukh) که از شاگردان ویرسکی بود، هدایت هنری گروه را به دست گرفت. هدف ویرسکی ایجاد رقص‌هایی بود که سنت‌های تاریخی رقص اوکراینی را دربرگیرند و همچنین رقص‌هایی نوآورانه و پیشرو باشند.

## رپرتوار ^{}

ویرسکی در حال اجرا

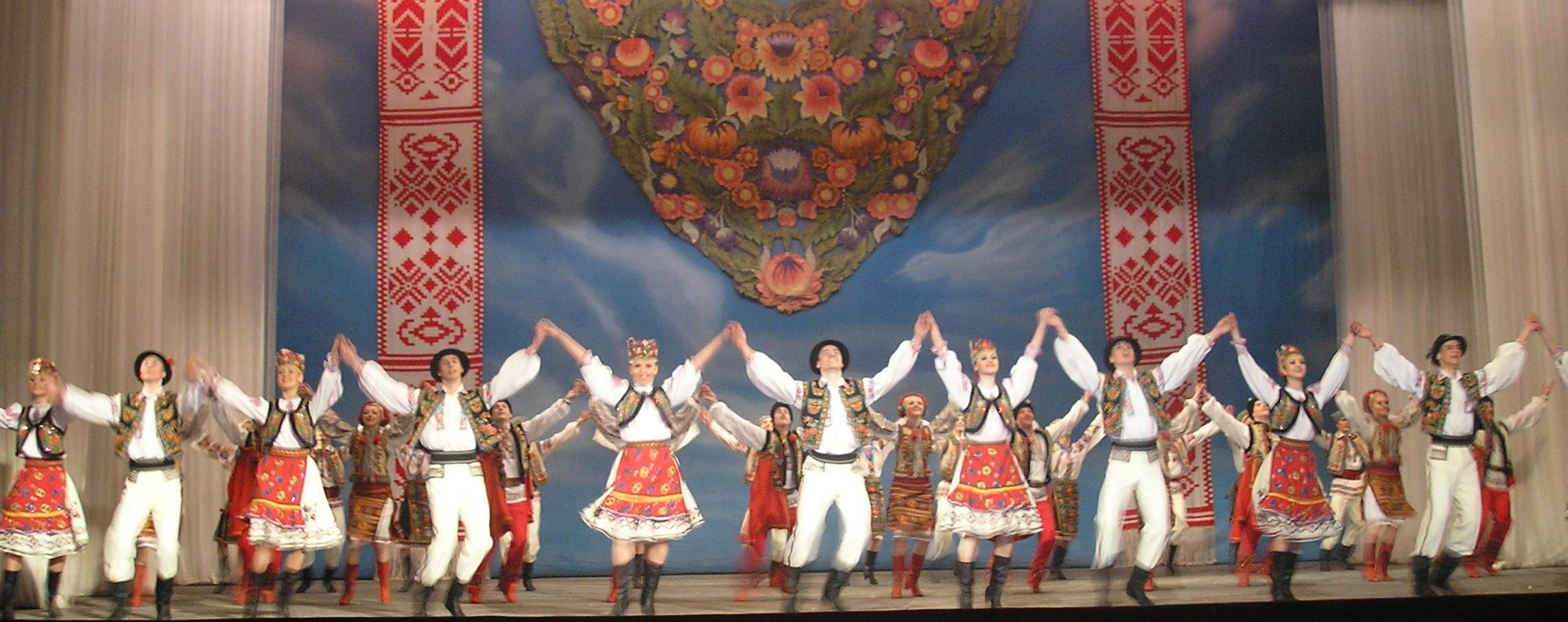
گروه رقص ملی افتخاری آکادمیک پاولو ویرسکی اوکراین

## رپرتوار[۳]

#### طراحی رقصتوسط پاولو ویرسکی
- ما اوکراینی هستیم (به اوکراینی: Ми з України).
- لغزنده (به اوکراینی: Повзунець)؛ نوعی رقص کمدی کازاک.
- آه، زیر درخت گیلاس (به اوکراینی: Ой, Під Вишнею).
- کازاک‌ها (به اوکراینی: Запорожці)؛ رقص ملی اوکراینی کازاک‌ها.
- گُل‌دوزی‌ها (به اوکراینی: Вішівалнітсі).
- ملوانان (به اوکراینی: Моряки).
- هوپاک (به اوکراینی: Гопак).

#### طراحی رقصتوسط میروسلاو وانتوک
- کارپات‌ها.
- رقص دایره‌زنگی.
- سال‌های جوانی.
- در صلح و هماهنگی.
- سوئیت روسی.
- اوکراین، اوکراین من (به اوکراینی: Україно, моя Україно).
- کولی (به اوکراینی: циганка)؛ رقص کولی‌ها.
- الگوهای وولینسک.
- کوزاچوک (به اوکراینی: Кoзачо́к) (به فارسی: قزاق).

## نگارخانه

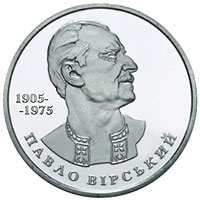
سکهٔ ضرب‌شده به افتخار پاولو ویرسکی
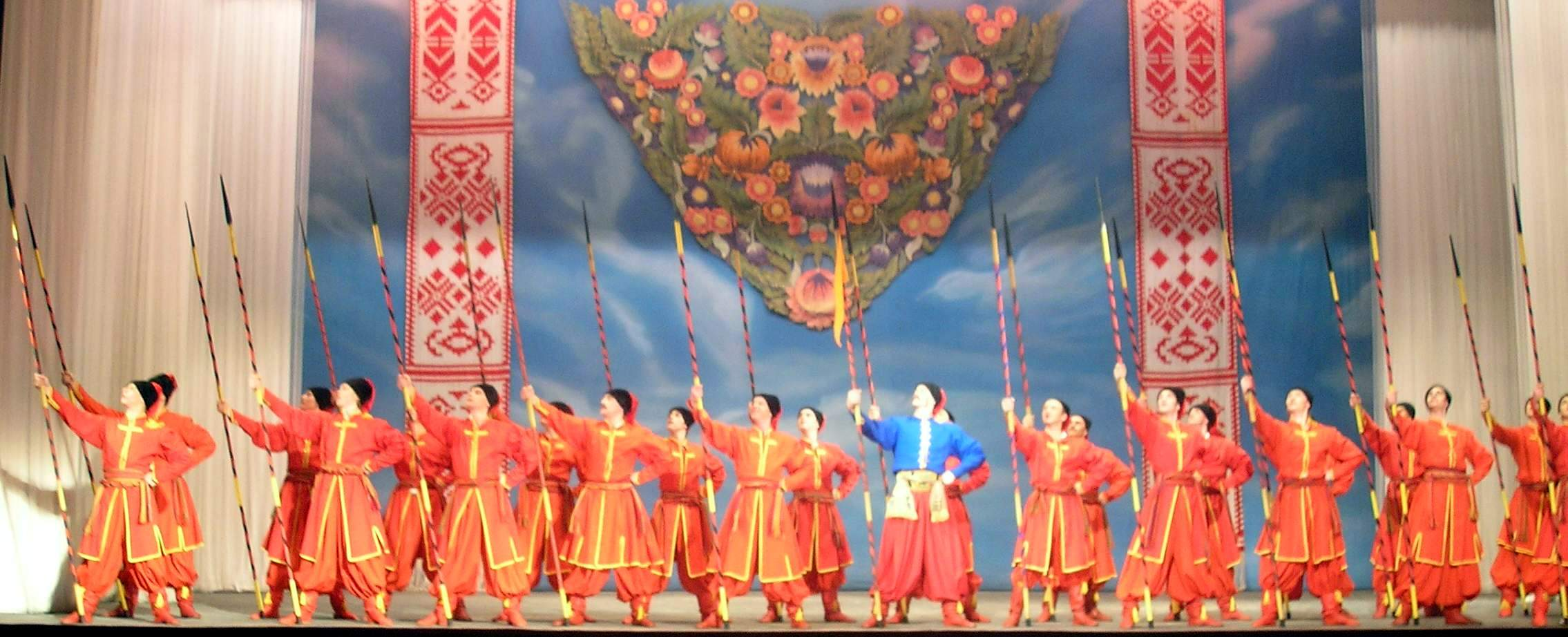
رقص هوپاک کازاک‌ها (اجرا در دونتسک، ۲۰۰۶ میلادی)، روه رقص ملی اوکراینی پی. ویرسکی
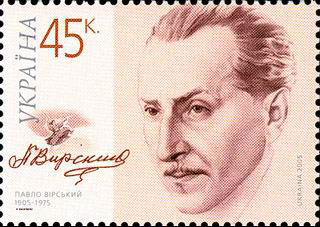
چاپ تمبر پستی به افتخار پاولو ویرسکی